# ماریو پی
ماریو پِیْ (به انگلیسی: Mario Pei) زادهٔ ۱۶ فوریهٔ ۱۹۰۱ در شهر رم ایتالیا و درگذشتهٔ ۲ مارس ۱۹۷۸ در گلن ریج آمریکا، استاد زبان‌شناسی و نویسندهٔ معروف ایتالیایی‌الاصلِ آمریکایی بود. وی که با بیش از یک‌صد زبان دنیا آشنا بود، به ۳۵ زبان می‌توانست تکلم کند و کتاب‌های فراوانی نیز در مورد زبان‌شناسی، زبان‌های اسپانیایی، فرانسوی، ایتالیایی، پرتغالی و ... نگاشته است.
پی از ابتدای تولد مجله‌ی مشکل زبان جهانی (به اسپرانتو: La monda lingvo-problemo) در سال ۱۹۶۹ عضو هیئت سردبیری آن بود.

## آثار ماریو پی
پِی که استاد زبان‌شناسی تاریخی و تطبیقی در دانشگاه کُلُمبیا بود، دارای بیش از ۵۰ کتاب در بارهٔ زبان و زبان‌شناسی است. ازجمله آثار او عبارت است از:
- داستانِ زبان
- داستان لاتین و زبان‌های رومانس
- صداهای انسان
- دعوت به زبان‌شناسی: مقدمه‌ای بنیادی بر علم زبان
- داستان زبان انگلیسی
- همه‌چیز در مورد زبان
- یک زبان برای دنیا
- کلمات دوپهلو: هنرِ بیان چیزی که منظورتان نیست
- با همکاری فرانک گِینور (Frank Gaynor) فرهنگ زبان‌شناسی

## نظر ماریو پی درمورد زبان اسپرانتو
پِی، که از طرف‌داران سرسخت زبان فراساختهی اسپرانتو بود، نظرات مثبت خود را در مورد آن ابتدا در کتاب باارزش یک زبان برای دنیا (۱۹۵۸) ابراز کرد و حدود یک دهه بعد، کتاب دیگری را نیز اختصاصاً برای معرفی اسپرانتو به‌عنوان راه‌حل مناسب جهت رفع مشکلات ارتباطات بین‌المللی، تحت نامِ مورد نیاز است: یک زبان جهانی تألیف و منتشر نمود (۱۹۶۹).
پِی کتابِ فوق را اختصاصاً دربارهٔ مشکل زبان جهانی و اسپرانتو نگاشته است و از شایستگی‌های اسپرانتو به‌عنوان زبان بین‌المللی و مشترک در جهان یاد کرده‌است. ماریو پِی در این کتاب برای نشان‌دادن اهمیت مشکل زبان مشترک جهانی، از زبان وزیر وقت آموزش و پرورش کشور سومالی نقل کرده‌است که:

فراگیریِ اجباریِ زبانِ ملت‌های بزرگ، برای ملل کوچک تحقیرآمیز است. فقط زبانی بی‌طرف مانند اسپرانتو، می‌تواند این وابستگیِ فرهنگی را از بین ببرد.

پی در مورد فواید آموزش زبان اسپرانتو، به‌ویژه از دوران تحصیلات ابتدایی، چنین گفته‌است:

مایلم در بارهٔ طرح شما مبنی بر افزودن زبان اسپرانتو به زبان‌های اسپانیایی و فرانسوی در مدارس ابتدایی و برپائیِ کلاس‌های آموزش اسپرانتو برای معلمین، برای شما بنویسم. من به‌هیچ‌وجه قصد آن را ندارم که از ارزش زبان‌های دیگر بکاهم، ولی معتقدم که آموختن زبان اسپرانتو در کلاس‌های ابتدایی، امتیازات فراوانی به‌همراه دارد:
آزمایش‌های انجام شده در این زمینه، نشان‌گر این است که زبان اسپرانتو نقطهٔ شروعِ بسیار خوبی برای فراگیریِ دیگر زبان‌ها نیز هست، چراکه سادگیِ ساختار و جمله‌بندیِ آن، باعثِ درهم‌شکستنِ مقاومت محصلِ عادیِ تک‌زبانه می‌شود و از طریق آشناساختن وی با واژگان بیگانه، سبب ایجاد اعتماد به نفس شده و فراگیرنده را به یادگیریِ زبان‌های دیگر ترغیب می‌کند.
افزون بر این، به‌خاطر وجود اسپرانتودانانِ نسبتاً زیادی که در تمامیِ کشورهای دنیا وجود دارند، شخصِ فراگیرندهٔ اسپرانتو قادر به یافتن هم‌زبانان خویش در همهٔ کشورهای جهان می‌گردد. به‌عنوان مثال، در کشورهایی مانند ژاپن و برزیل، بدون دانستنِ زبان‌های ژاپنی و پرتغالی، شانسِ یافتن اسپرانتودانان، به‌مراتب بیشتر از پیدا کردن کسانی است که بتوانند به زبان آلمانی یا روسی حرف بزنند.
و بالأخره، به دلیل دورنمای جهانی‌ای که اسپرانتو در اختیار فراگیرنده‌اش می‌گذارد، این زبان بیش از هر زبان ملیِ دیگری می‌تواند در جهت شکل‌دهی به فرهنگ جهانی نقش داشته باشد، چراکه هریک از زبان‌های ملی، تنها قادر است شناختی از فرهنگ ملت یا مللی را که زبان مربوطه متعلق به آن است، در دسترس فراگیرندهٔ خود قرار دهد، و درعین حال، این تمایل نیز در زبان‌های ملی وجود دارد که شخصِ فراگیرنده را از فرهنگ‌های دیگر جدا سازد.
من اعتقاد دارم که جهان – در حال حاضر به‌مقدار بسیار زیاد و در آینده به‌مراتب نیز بیشتر – به یک زبان مشترک احتیاج دارد که تمامیِ انسان‌ها بتوانند به‌یاریِ آن آزادانه و به‌دور از هرگونه سوءتفاهمی، با یک‌دیگر ارتباط برقرار سازند. با وصف این، تا کنون همهٔ کوشش‌های انجام شده برای به‌کارگیریِ یک زبان ملی به این منظور، با شکست روبرو شده‌است. در این عرصه، زبانی فراساخته که در بطن خویش از امتیازاتی مانند بی‌طرفیِ کامل، فراگیریِ آسان، آوانگاریِ صددرصد و قانون‌مندیِ جامع، برخوردار است، به احتمال قوی پیروز خواهد گشت - عرصه‌ای که زبان‌های ملی، در آن با شکست روبرو شده‌است.